# Мальцов, Василий Васильевич (промышленник)
Василий Васильевич Мальцов (Василий Большой) — русский купец, промышленник.

## Биография
Родился в селе Гжатская Пристань (ныне г. Гагарин Смоленской области) семье купца гостиной сотни г. Рыльска Василия Юрьевича Мальцова.
Род Мальцовых принадлежал к мелкопоместным дворянам, обедневшим и приписавшимся к провинциальным купцам. У Василия Юрьевича было два сына — Василий «большой» и Василий «меньшой».
В 1724 году Василий Васильевич (Большой) был принят компанейщиком к владельцам стекольных заводов в Можайском уезде Назару Дружинину и Сергею Аксенову.
В 1730 году, после смерти своих компаньонов Василий Мальцов стал единственным владельцем заводов. Были наняты богемские мастера: резчик Иосиф Генкин, выдувальщик Матиус Томасевич и шлифовщик Иосиф Старк.
В 1740-е годы Можайский завод Мальцова стал одним из самых известных в России.
В 1746 году Василий Мальцов передал свои заводы в наследство сыновьям Александру и Акиму Мальцевым — в Можайском уезде и Василию — в Карачевском. Два других сына, Иван и Григорий, занялись торговлей и впрямую к стекольному делу отца не были причастны.